# Gjorgi Markovski
Gjorgi Markovski (né le 1er août 1986) est un skieur alpin macédonien.
Il a représenté son pays lors des Jeux olympiques d'hiver de 2006.